# Kirche Rittersgrün

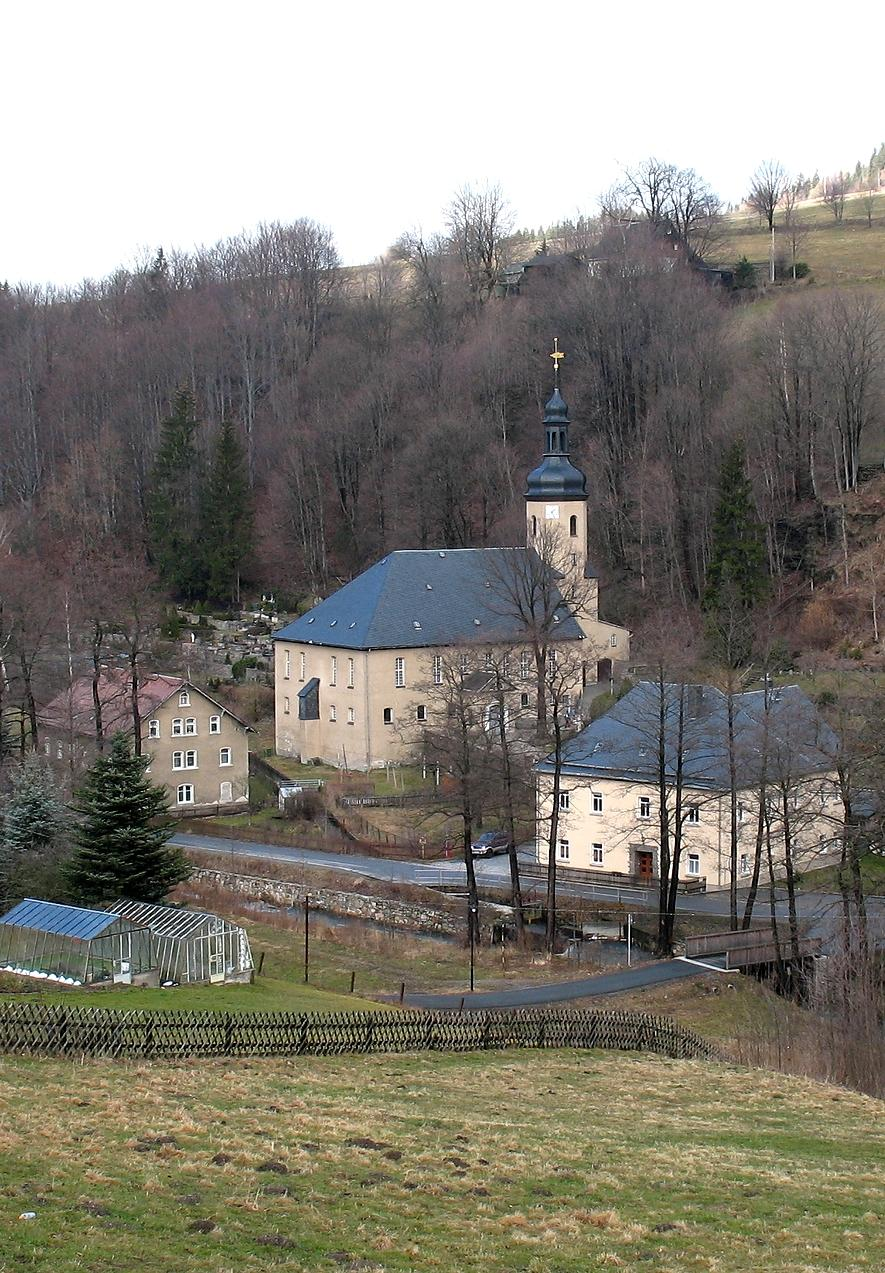
Kirche und Pfarramt am Fuß des Vogelbergs

Die evangelisch-lutherische Pfarrkirche von Rittersgrün ist eine im späten 17. Jahrhundert entstandene Saalkirche im sächsischen Erzgebirge.

## Geschichte und Architektur
Nachdem das oberhalb von Arnoldshammer gelegene Hammerwerk von Paul Escher 1617 durch Wasser und Feuer stark beschädigt und von den Holkschen Truppen, die über den Rittersgrüner Pass nach Norden zogen, 1633 ganz zerstört worden war, lag es über Jahrzehnte wüst und gelangte in kurfürstlichen Besitz. Johann Georg III. schenkte der Rittersgrüner Gemeinde 1685 die Ruine des Escherschen Herrenhauses. Nachdem man im Jahr darauf eine örtliche Baukommission gebildet hatte, begann der Bau der Kirche auf den Grundmauern des Herrenhauses. Durch die starken Mauern und das hohe, an der Westseite abgewalmte Schieferdach wurde der Charakter des ehemaligen Hammerherrenhauses bewahrt. 1693 wurde die Arbeit nach fünfjähriger Bauzeit vollendet und die Kirche geweiht. Die ehemalige Hammerschmiede fungiert bis heute als Pfarrhaus und gilt als eines der ältesten Gebäude von Rittersgrün.
1755 wurde auf der Altarseite ein Turm mit einem oktogonalen Glockengeschoss und einer gedrungenen barocken Haube in den angrenzenden Berg hinein angebaut. Am einfach gestalteten Portal ist das Baujahr 1755 vermerkt. Zehn Jahre später erhielt die Kirche ihre erste Orgel, die 1863 durch eine Orgel des Werdauer Orgelbaumeisters Johann Gotthilf Bärmig ersetzt wurde, der 1852 bereits die Breitenbrunner Orgel gebaut hatte. Nachdem am 9. August 1854 beim Trauergeläut für den sächsischen König die große Glocke zersprungen war, gewährte der königliche Hof in Dresden ein neues, dreiteiliges Bronzegeläut, das am Reformationstag 1856 geweiht wurde. Nachdem die beiden großen Glocken 1917 im Zuge des Ersten Weltkriegs eingezogen worden waren, erhielt die Kirche 1919 mit Hilfe von Spendengeldern neue Glocken aus Stahl.
1890 baute man die Leichenhalle im Turm aus, 1893 erhielt der Kirchturm eine neue Uhr. Im Zuge der Restaurierung des Turmes 1992 wurde eine neue Wetterfahne aufgesetzt und der Kugel Dokumente beigegeben. Die Wetterfahne trägt die Jahreszahlen 1755 und 1992 und ist mit dem kursächsischen Wappen versehen.
2005 wurde auf dem Gelände der Kirche eine Aussegnungshalle gebaut, die die Benutzung eines kleinen Raumes im Kirchturm zu diesem Zweck unnötig machte.

## Innenarchitektur
Der helle Saal mit flacher Putzdecke besitzt an drei Seiten eingeschossige Emporen. Eine frühere obere Empore wurde 1931 entfernt. Während die verglasten Kirchenstübchen links und rechts des Altars noch vorhanden sind, wurde die Verglasung der Empore auf der Südseite, die zuletzt einige Fabrikbesitzer gemietet hatten, ebenfalls entfernt. Hinter dem Altar befindet sich die Chorempore, unter der die Sakristei liegt. Deren Kreuzgratgewölbe stammt wahrscheinlich noch vom Vorgängerbau.
Der Kanzelaltar wurde 1692 aus einem spätgotischen Flügelaltar, möglicherweise aus dem Besitz des Grünhainer Klosters zusammengesetzt. Er zeigt die Heiligen Erasmus und Jacobus den Älteren. Der Meister mit den Initialen A.H. ist unbekannt. Der oktogonale Taufstein in Kelchform ist hölzern und wurde wie der Altar im Jahr 1692 geschaffen. In derselben Zeit ist das lebensgroße geschnitzte Kruzifix entstanden.

## Friedhof und Gedenken

Gedenktafel mit dem Wappen der Familie von Elterlein

Der Friedhof befand sich zunächst nur an der Nordseite der Kirche, bis er in den 1860er Jahren um einen Raum auf der anderen Seite, oberhalb des Pfarramts erweitert wurde. Beide Friedhofteile, sind durch einen Durchgang im Kirchturm verbunden. Vor dem Hauptportal der Kirche befindet sich eine kleine Grünfläche mit einem Obelisken zu Ehren der Rittersgrüner Soldaten, die im Deutsch-Französischen Krieg gefallen sind. Gegenüber befindet sich ein Ehrenmal zum Gedenken an die Opfer der beiden Weltkriege. an einer Mauer zwischen den beiden Malen befinden sich drei Tafeln mit den Namen der im Ersten Weltkrieg gefallenen Rittersgrüner Soldaten. Im Vorraum hinter dem Hauptportal befindet sich ein barocker Grabstein für den 1755 gestorbenen Rittersgrüner Pfarrer Merker. Durch ein heute vermauertes Tor auf der Westseite der Kirche gelangte man in das Erbbegräbnis der Rittersgrüner Hammerherren von Elterlein, an die mit einer Gedenktafel im Durchgang zum Friedhof erinnert wird.

## Außenansichten und Baudetails

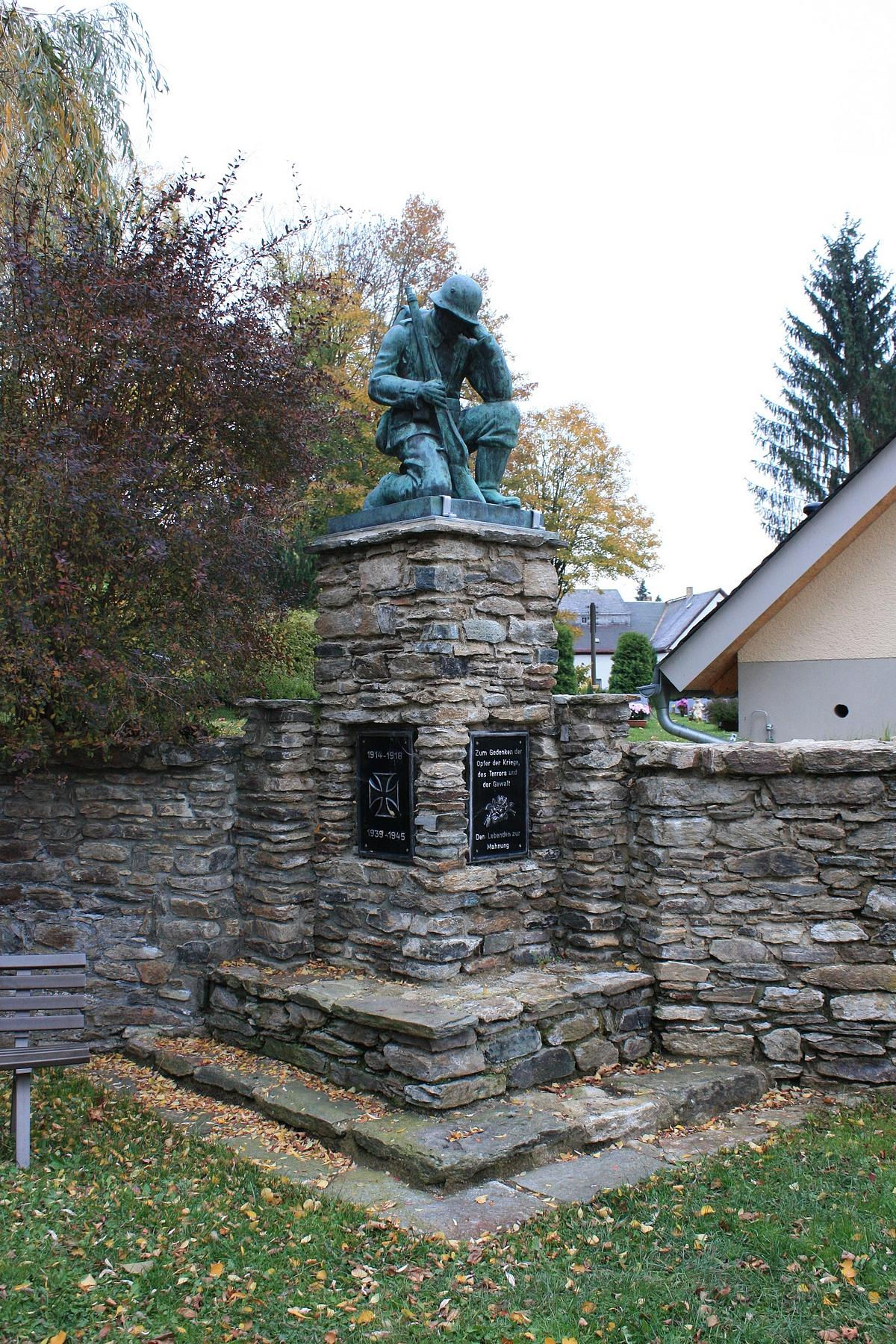
Ehrenmal zur Erinnerung der Gefallenen der beiden Weltkriege
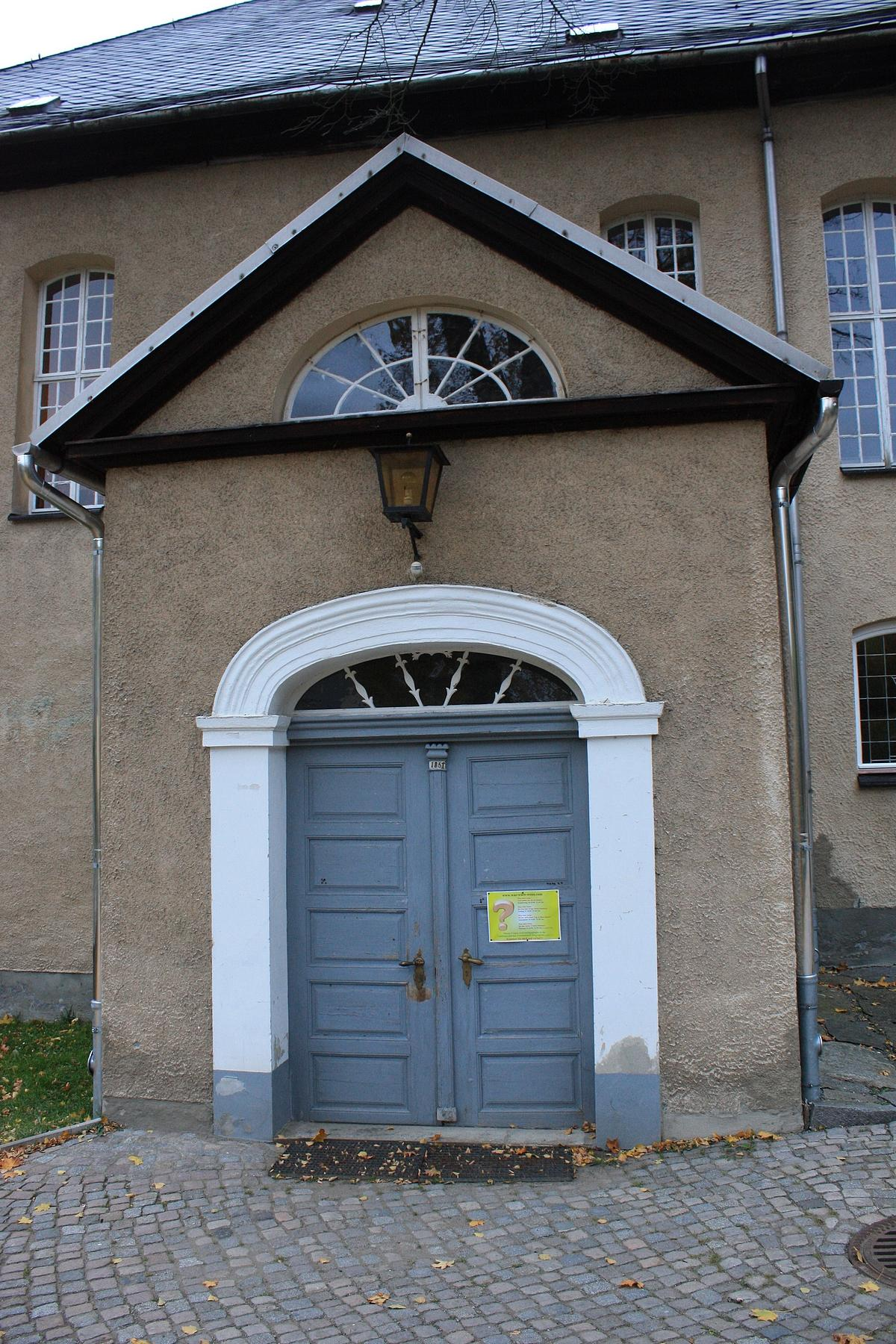
Hauptportal auf der Südseite
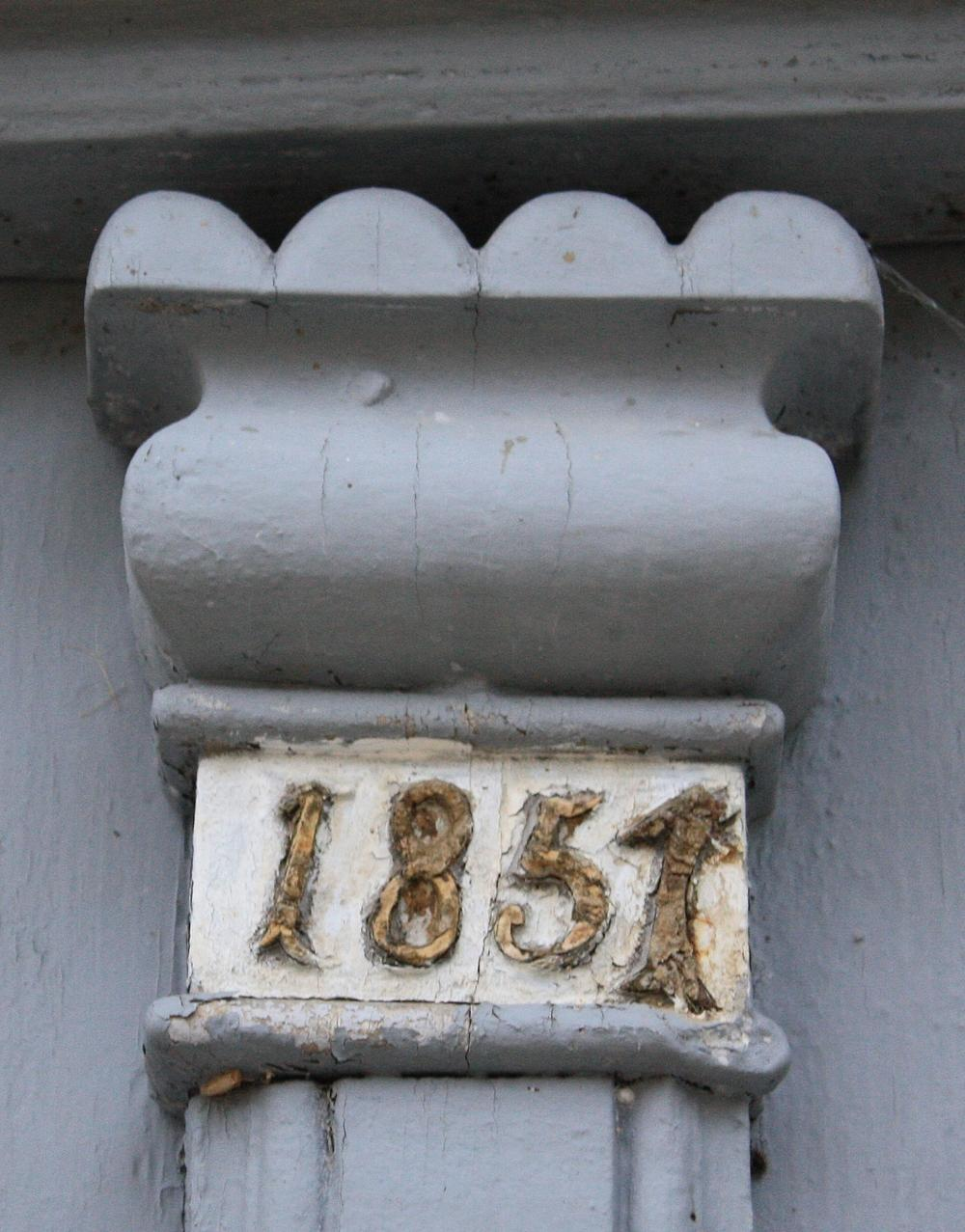
Geschnitzte Jahreszahl am Hauptportal: 1851
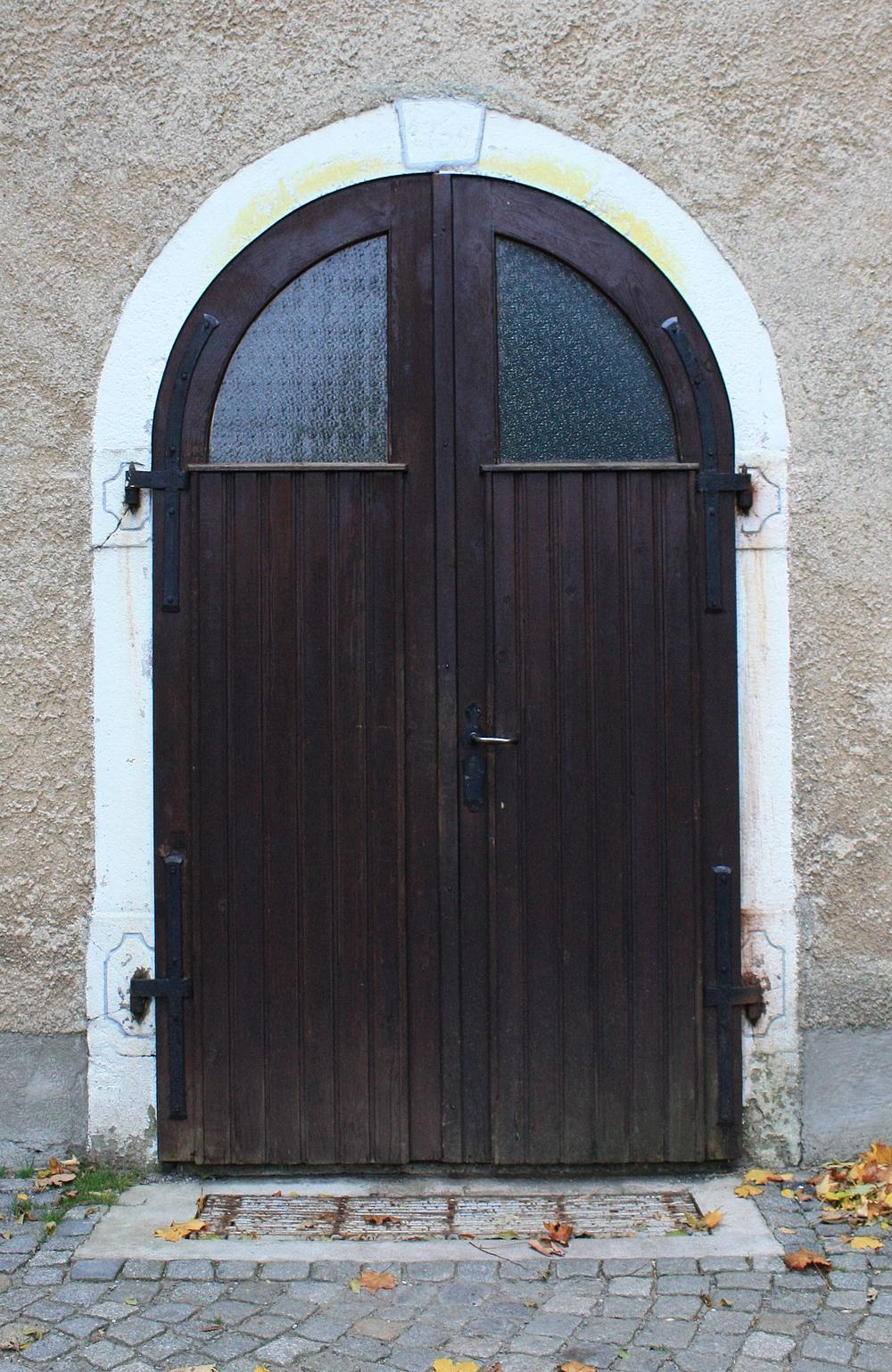
Südliches Portal am Kirchturm: Durchgang zum Friedhof auf der Nordseite
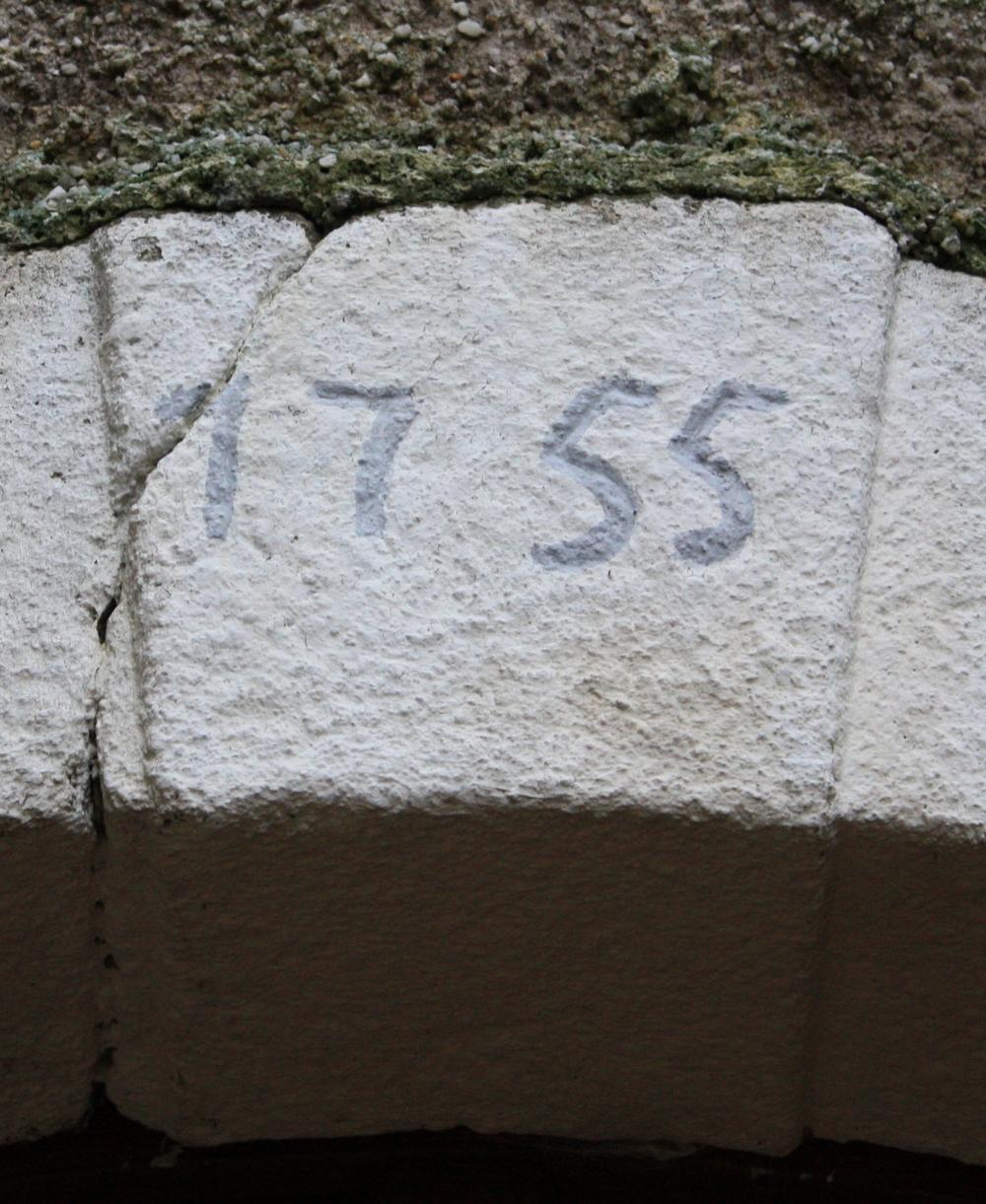
Schlussstein über dem nördlichen Portal am Kirchturm: 1755
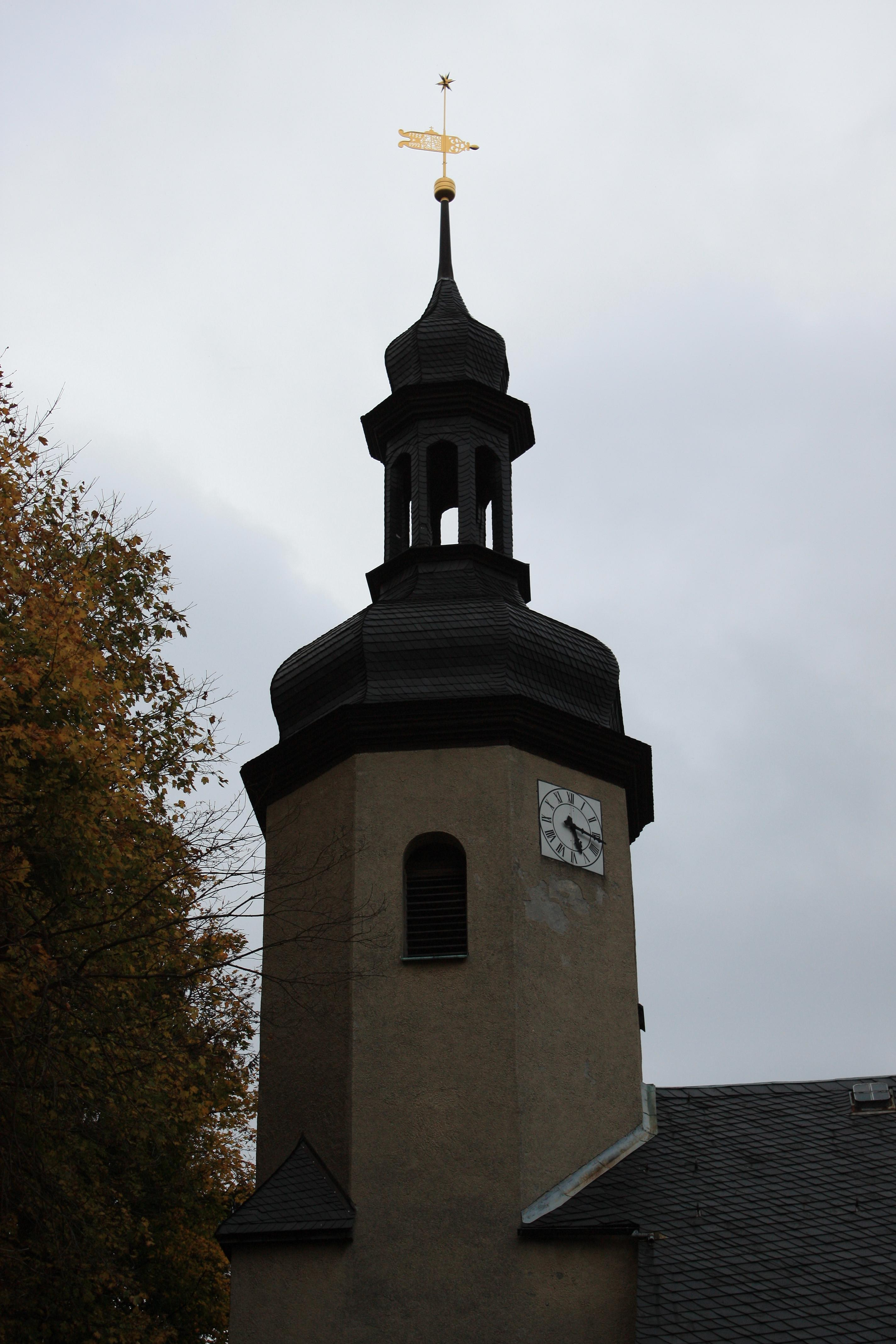
Nordseite des Kirchturms: Barocke Haube mit 1992 erneuerter Wetterfahne
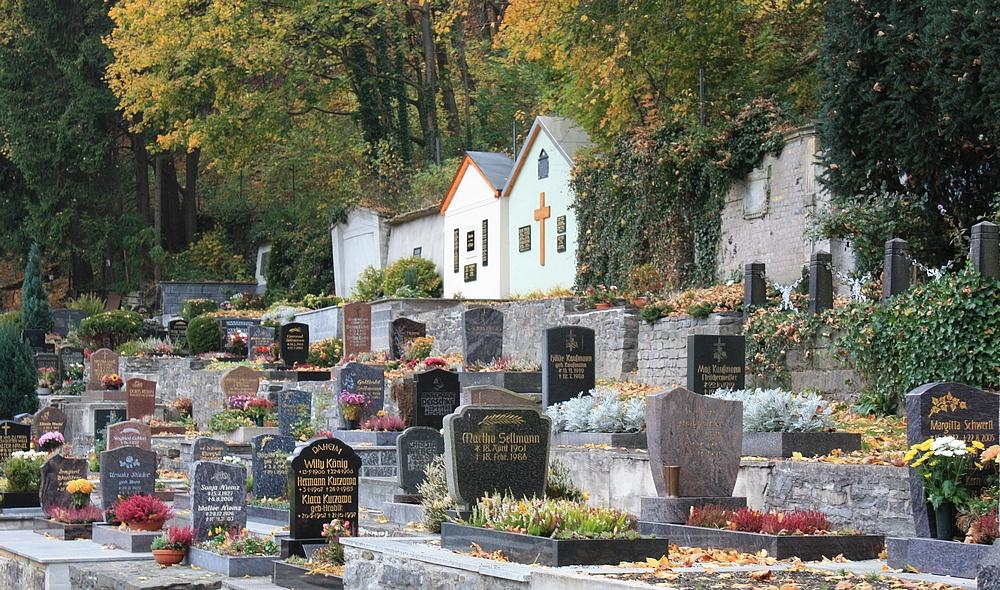
Friedhof auf der Nordseite der Kirche
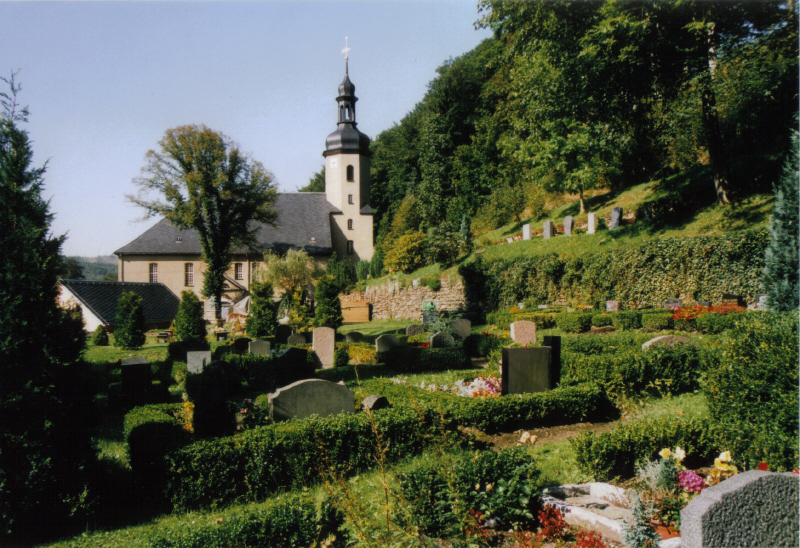
Kirche und Friedhof aus südlicher Richtung